# Bitola ibérica

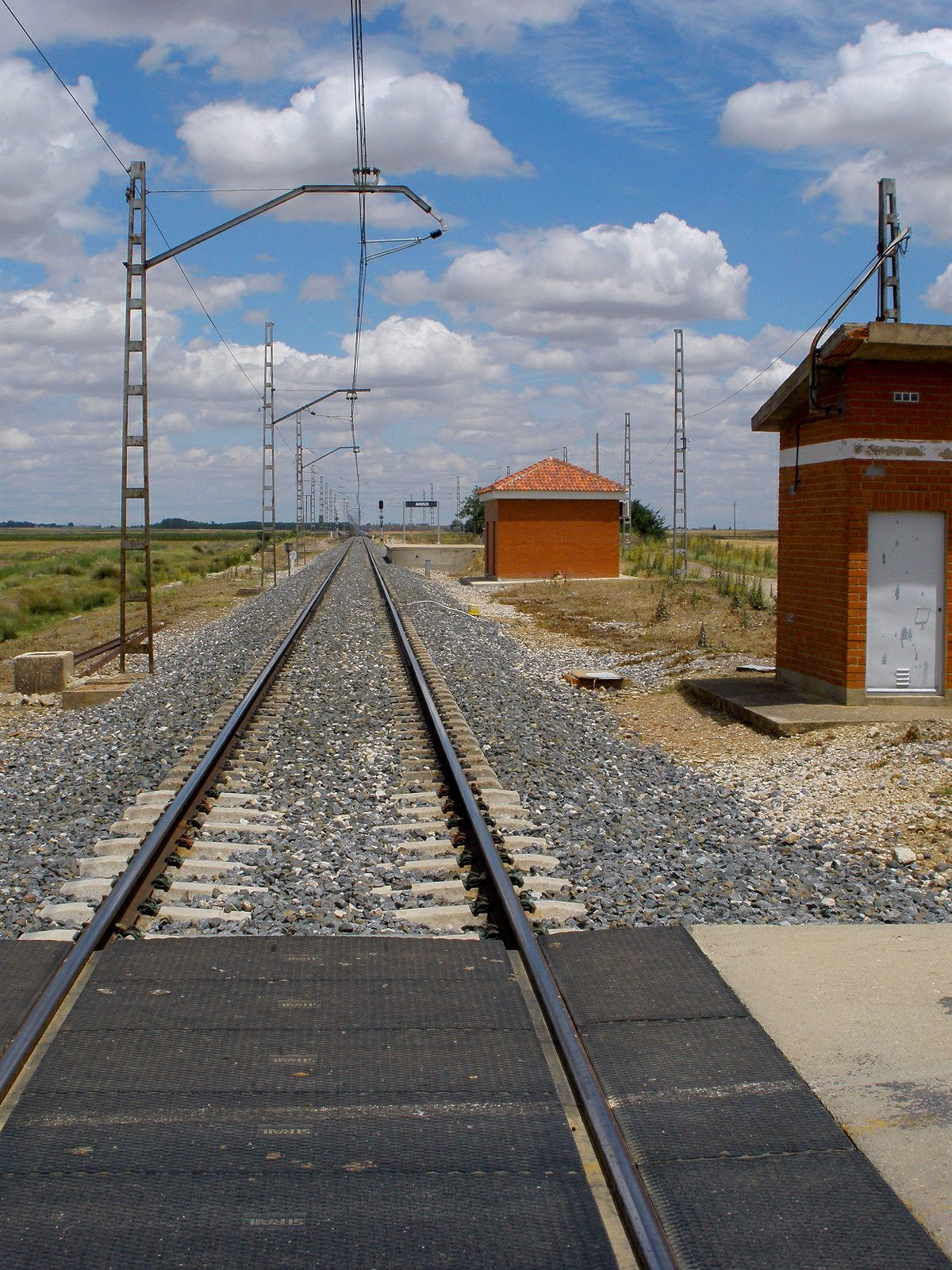
Troço ferroviário em bitola ibérica, na comunidade de Castela e Leão, em Espanha.

A bitola ibérica é uma bitola ferroviária com largura de 1668 mm, caraterística das redes ferroviárias de Espanha e de Portugal.

## História

Rede Ferroviária Espanhola.
Em Vermelho, a malha em bitola ibérica (1668 mm).
Em azul, a malha em bitola internacional (1435 mm).
Em verde a malha de bitola métrica (1000 mm).

A bitola ferroviária adotada em Espanha era originalmente (1844) de seis pés castelhanos (1672 mm); em Portugal foi inicialmente 1435 mm (mais tarde adoptada internacionalmente como bitola padrão), posteriormente convertida para cinco pés portugueses (1664 mm) — esta conversão foi concretizada no terreno pela deslocação dos carris para o antigo parafuso/tirefond exterior). Posteriormente, em 1955, procedeu-se à uniformização dos standards dos dois países numa bitola comum de 1668 mm — a bitola ibérica.
Durante muitos anos esta diferença entre a bitola ibérica e a do resto da Europa foi uma barreira nas comunicações ferroviárias entre a Península Ibérica e os demais países europeus.[carece de fontes?]
Após a Guerra Civil Espanhola, a gestão das linhas férreas de Espanha passou a ser feita pelo Estado, que para esta finalidade criou a RENFE (Red Nacional de Ferrocarriles Españoles). Por este motivo, a bitola ibérica também é conhecida como “bitola RENFE”.[carece de fontes?]
Em 2017 a bitola ibérica era adotada em 11 333 km dos 15 333 km da rede ferroviária espanhola.

## Bitolas ferroviárias em uso na Península Ibérica

### Portugal
- bitola ibérica, utilizada pela Infraestruturas de Portugal (1668 mm).
- bitola internacional (1435 mm), utilizada no Metro do Porto, Elétricos do Porto, Metropolitano de Lisboa, MTS (Almada e Seixal), e Elevador do Bom Jesus.
- bitola métrica (1000 mm), utilizada nas Linha do Vouga e na Linha do Tua, e no C. F. Sintra-Atlântico.
- bitola dos elétricos de Lisboa (900 mm), utilizada pela Companhia Carris de Ferro de Lisboa.
- bitola de 600 mm, utilizada pelo Comboio da Praia do Barril, e pelo Minicomboio da Caparica.

### Espanha
- bitola castelhana (1674 mm), utilizada na Linha 1 do Metro de Barcelona.
- bitola ibérica, utilizada pela RENFE (1668 mm).
- bitola madrilena (1445 mm), utilizada no Metro de Madrid.
- bitola internacional (1435 mm), utilizada nas linhas de AVE e na linha Barcelona-Vallés Occidental da Ferrocarrils de la Generalitat de Catalunya.
- bitola métrica (1000 mm), utilizada pela FEVE.
- bitola de Sóller (914 mm), utilizada na linha Palma-Sóller.